# Vasco de Castro
Vasco de Castro ou apenas Vasco (Ferreira do Zêzere, agosto de 1935 — Amadora, 11 de julho de 2021), foi um cartunista português de referência, com vasta obra publicada. Expôs pintura e desenhos em múltiplos eventos e participou em antologias internacionais de humor.

## Biografia

Desenho

Filho do poeta trasmontano Afonso de Castro, nasceu no concelho de Ferreira do Zêzere, em agosto de 1935, porque a sua mãe dava lá aulas na escola primária e, posteriormente, seguiu para casa dos avós, em Vila Real, onde cresceu. Frequentou o curso de Direito da Universidade de Lisboa, onde foi dirigente associativo e se envolveu em atividades jornalísticas e culturais.
Viveu exilado em Paris de 1961 a 1974, tendo colaborado na imprensa francesa como desenhador satírico, conquistando aí a sua maturidade plástica. Tem obra publicada no Le Monde, Le Figaro e em outros títulos de grande circulação em França. Fundou em Paris uma editora destinada a publicar periódicos e outro material de cariz político próximo da extrema-esquerda. Participou em filmes do realizador francês Jean Pierre Mocky (L'Étalon, Solo, Chut !, entre outros).
Regressou a Lisboa depois do 25 de Abril de 1974, "para se impor no seu traço agressivo como um dos mestres da caricatura". Em Portugal continuou a sua militância política e fundou o jornal Página Um, colaborando ainda ativamente na imprensa com textos e desenhos. "Artista com um dos traços mais ousados da caricatura contemporânea, procura nunca prescindir da estética em favor da leitura mais fácil".
Foi autor das obras Montparnasse, mon village (1985), Fotomaton (1986), Leal da Câmara (1996) e Montparnasse até ao esgotamento das horas (Campo das Letras, 2008). Foi membro da Academia de Belas Artes.
Faleceu a 11 de julho de 2021, aos 85 anos de idade, no Hospital Amadora-Sintra, vítima de problemas respiratórios.